# Planet Rock (canción)
«Planet Rock» es una canción publicada en 1982 por Afrika Bambaataa & Soulsonic Force. Aunque solo constituyó un hit menor en Estados Unidos, Canadá y Reino Unido, contribuyó a cambiar las bases del hip hop y de la música de baile. Es un tema considerado responsable del desarrollo definitivo del electro como género musical, iniciado originalmente por Kraftwerk. Al mismo tiempo, contribuyó a allanar el camino para otros estilos de música electrónica como el techno, el house y el trance. En noviembre de 2004, "Planet Rock" apareció situada en el puesto #237 de la lista "las 500 mejores canciones de todos los tiempos según Rolling Stone" de la revista Rolling Stone y en el número #10 del Top 100 Rap Songs de About.com. "Planet Rock" alcanzó el número cuatro en la lista de soul y el cuarenta y cuatro en el Hot 100.

## Antecedentes
Producida por Arthur Baker, "Planet Rock" fusiona los sonidos de sintetizador y vocoder con el breakbeating. Está influenciada por artistas como Kraftwerk, Gary Numan y el pionero del funk George Clinton. Es la primera grabación de la historia del hip hop que utilizó una caja de ritmos.[cita requerida]
El disco fue grabado en los estudios Intergalactic Studios de la zona este de Nueva York, un sitio popular dentro de la escena de producciones de club de la ciudad. Hacia el final de la sesión programada de grabación, los integrantes de la escena nocturna neoyorkina DJ David Azarc, el técnico de sonido Jim Toth y el promotor Tom Goodkind, todos del Peppermint Lounge, le pidieron a Arthur que se diera prisa. Los tres tenían programada la siguiente sesión de grabación para una banda que posteriormente se convertiría en Washington Squares. Para lograr llegar a tiempo, Arthur les dijo que las cosas se acelerarían si ellos le asistían con la grabación de las voces de apoyo. Las voces que cantan "rock it don't stop it" en Planet Rock son de hecho las de Washington Squares.
La influencia de "Planet Rock" puede oírse todavía en subgéneros de hip hop tales como el G-funk y en el trabajo de productores como the Neptunes, que utilizan sonidos basados en el electro en sus producciones.

## Personal
- Ingeniero - Bob Rosa, Jan D. Burnett
- Productor ejecutivo - Tom Silverman
- Masterizado por - Herb Powers Jr.
- Mezclado y producido por - Arthur Baker[2]
- Teclados por John Robie
- Vídeo por - Video Mix Productions - Danny Cornyetz & Jessica Jason

## Instrumentos
- Caja de ritmos Roland TR-808
- Sampler Fairlight CMI Series II 8-bit (orchestra hit "ORCH5"[3])
- Moog Micromoog y Prophet 5 (teclados de John Robie's según el propio Arthur Baker)
- Lexicon PCM41 para el sonido "vocoder" de Bambaataa

## Sample
La principal melodía de "Planet Rock" está interpolada del tema que da nombre al influyente disco Trans-Europe Express del grupo alemán Kraftwerk, mientras que el patrón rítmico está basado en la canción "Numbers" del álbum Computer World, también de Kraftwerk. Estos préstamos provocaron un acuerdo extrajudicial entre Kraftwerk y el jefe de Tommy Boy Records Tom Silverman.